# التکیقش

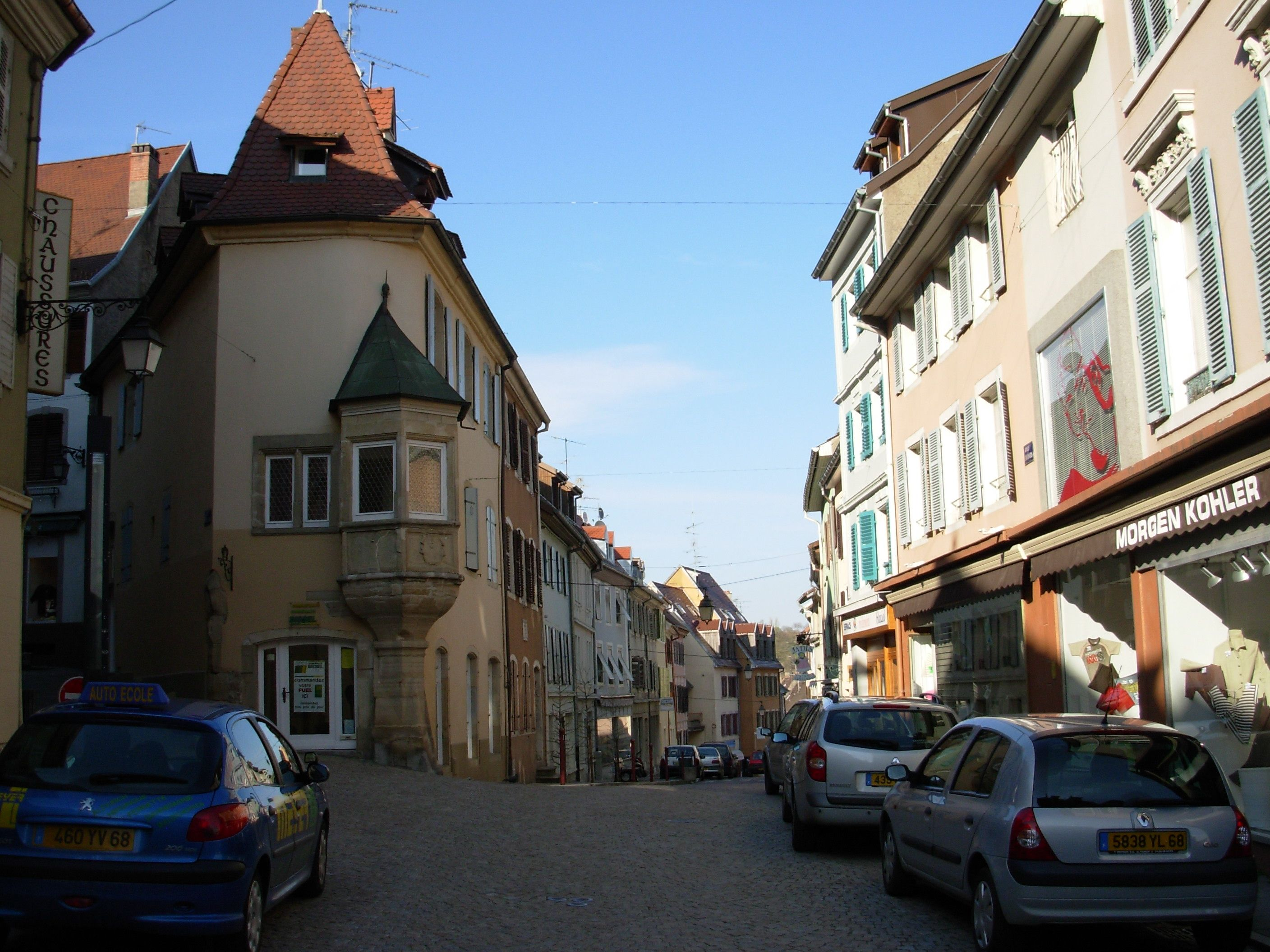
بخش تاریخی کمون التکیقش

التکیقش (به فرانسوی: Altkirch) یک کمون در فرانسه است که در Canton of Altkirch واقع شده‌است.

## خصوصیات
آلت‌کیرش ۹٫۵۴ کیلومترمربع مساحت و ۵٬۷۱۸ نفر جمعیت دارد و ۳۱۰ متر بالاتر از سطح دریا واقع شده‌است.